# Robert-Joseph Pothier
Robert-Joseph Pothier, né le 9 janvier 1699 et mort le 2 mars 1772 à Orléans, est un jurisconsulte français.

## Biographie

### Formation et carrière
Robert-Joseph Pothier est issu d'une famille bourgeoise d'Orléans, dont l'implantation et la renommée remontent au XVe siècle ; dans son ascendance se trouvent beaucoup de magistrats locaux et un maire d'Orléans.
Son père meurt alors qu'il n'a que huit ans. Il est désormais éduqué par son oncle, chanoine de la cathédrale Sainte-Croix d'Orléans. Élève du collège des jésuites, puis à l'Université d'Orléans, il obtient sa licence en droit en 1718. Il envisage cependant d'abord d'entrer dans le clergé en tant que chanoine régulier, mais finit par se laisser tenter par la magistrature.
Deux ans plus tard, à l'âge de 21 ans, il est nommé conseiller au présidial d'Orléans, fonction déjà occupée par son père et son grand-père ; il le restera jusqu'à sa mort.
Il est par ailleurs élu échevin d'Orléans de 1747 jusqu'à sa mort.
Il est inhumé dans la cathédrale Sainte-Croix à Orléans.

### Vie privée
De mœurs austères, Pothier était réputé pour la sobriété de sa mise, si bien que tout changement et renouvellement d'habit était immédiatement attribué par ses élèves à sa gouvernante, Thérèse Javoi, qui régissait sa maison dans les moindres détails. Il se racontait que Pothier refusa à son notaire, qui lui amenait six ans de loyer d'un de ses biens en espèces fiduciaires, de les encaisser ; il fallut que celui-ci se fâche pour que Pothier accepte d'encaisser son dû... Comparable par la bonté et la simplicité de ses mœurs à Jean de La Fontaine, il n'eut pas la chance de ce dernier de rencontrer une dame de la Sablière ; il resta « vieux garçon » toute sa vie, peut-être à cause d'un physique commun et de mœurs jansénistes qu'on disait austères.

## Juriste

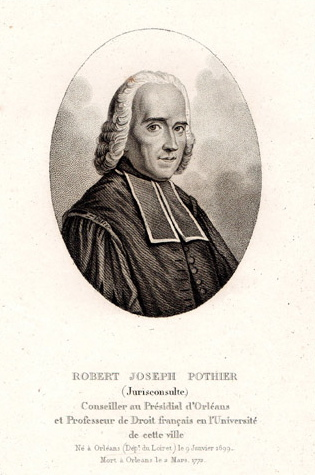
Portrait

Auteur prolifique dès sa jeunesse, il est le premier à aborder tous les sujets du droit, y compris le droit de pays étrangers (allemand, néerlandais, italien). Il mène à bien son ambition qui était de rassembler et de présenter, dans un ordre naturel et méthodique, les maximes et les principes du droit romain, si épars et confus dans les compilations de Justinien publiées jusqu'alors. Encouragé par le chancelier d'Aguesseau avec qui il entretient une intense correspondance, il s'attaqua jeune au dépoussiérage de cet énorme corpus. Avec l'aide de son disciple Guillaume-François Le Trosne, futur auteur majeur du mouvement physiocratique, il fait paraître à Paris, de 1748 à 1752, les trois volumes de ses Pandectæ Justinianeæ in novum ordinem digestæ, dont la clarté égale ou surpasse le Traité de la personnalité et de la réalité des lois de Boullenois.
En 1749, après la parution du premier volume, Pothier obtient de Louis XV, grâce à d'Aguesseau, une chaire de professeur royal de droit français à l'université d'Orléans, sans l'avoir sollicitée, en remplacement de Prévôt de la Jannès, mort, dont il reprend l'habitude de convier chez lui ses élèves à des conférences, sorte de travaux dirigés avant l'heure, tout à fait gratuits et avec même la demi-pension offerte à sa table pour tous ses étudiants.
Par la suite, il s'intéresse plus particulièrement au droit français, comparant les droits écrits des pays de langue d'oc aux droits coutumiers des pays de langue d'oil, jetant ainsi les bases d'une législation nationale, dans une volonté d'unification de la coutume française. Ainsi paraissent les deux tomes de son traité consacré à la coutume d'Orléans.
Pothier est très influencé par le jusnaturalisme dans les domaines du droit se rattachant aux biens et aux obligations. Ainsi, dans son Traité des obligations, il développe une théorie du droit civil fondée sur le droit moral. Se basant sur la morale chrétienne, il s'y déclare notamment hostile à la « question », un mode d'interrogatoire courant consistant en l'usage de diverses tortures d'intensité graduelle : « La torture interroge et la douleur répond », écrit-il.
L'éclectisme et le pluralisme des sources de Pothier font de son travail une œuvre majeure. En effet, au-delà d'une simple compilation et réorganisation du droit, c'est une véritable réflexion globale sur le droit et les sources du droit français que nous offre Robert-Joseph Pothier.
Son œuvre fondatrice a inspiré notamment les rédacteurs du « Code civil des Français » dit « Code Napoléon », ainsi que les juristes américains du XVIIIe siècle.

## Hommages
Robert-Joseph Pothier est représenté sur un bas-relief au Capitole américain de Washington.
La ville d'Orléans l'a également honoré d'une statue par Vital-Dubray, qui sera fondue sous le régime de Vichy.. Une autre statue de Pothier a été placée au XIXème siècle sur une façade de l'Hôtel Groslot à Orléans, grand hôtel particulier Renaissance devenu plus tard la mairie d'Orléans.
En 1920, le lycée d'Orléans (qui a pris la succession de l'ancien collège des Jésuites) a adopté son nom ; celui-ci a aussi été donné plus récemment au grand amphithéâtre de la faculté de droit de cette ville.

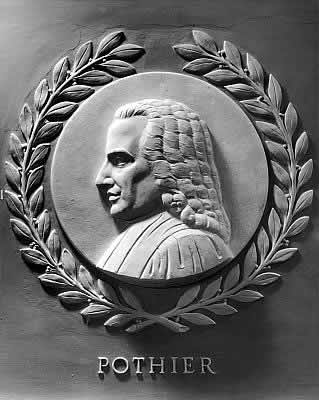
Représentation de Pothier sur un bas-relief de la Chambre des représentants des États-Unis.
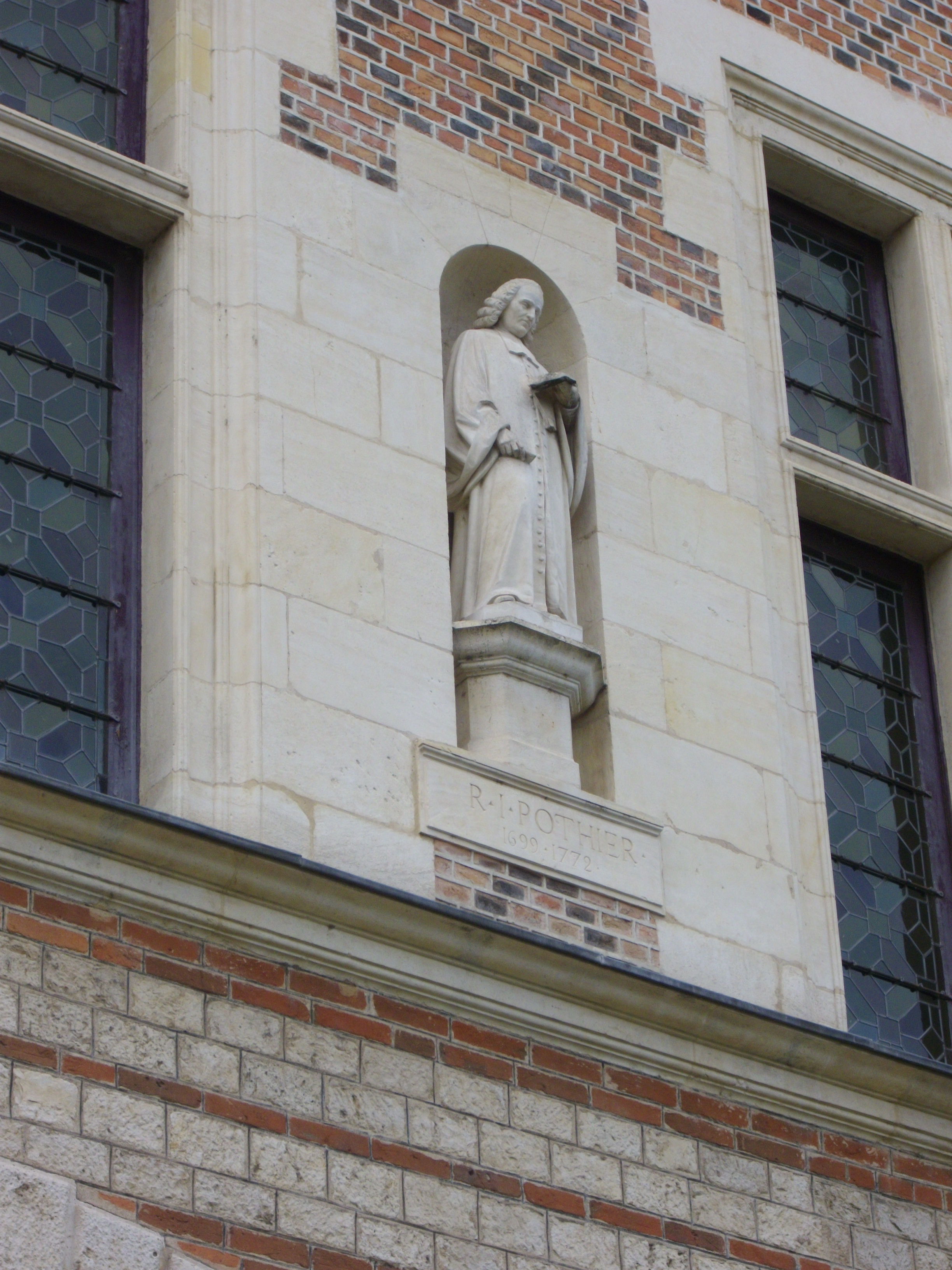
Statue de Robert-Joseph Pothier sur la façade de l'hôtel Groslot.
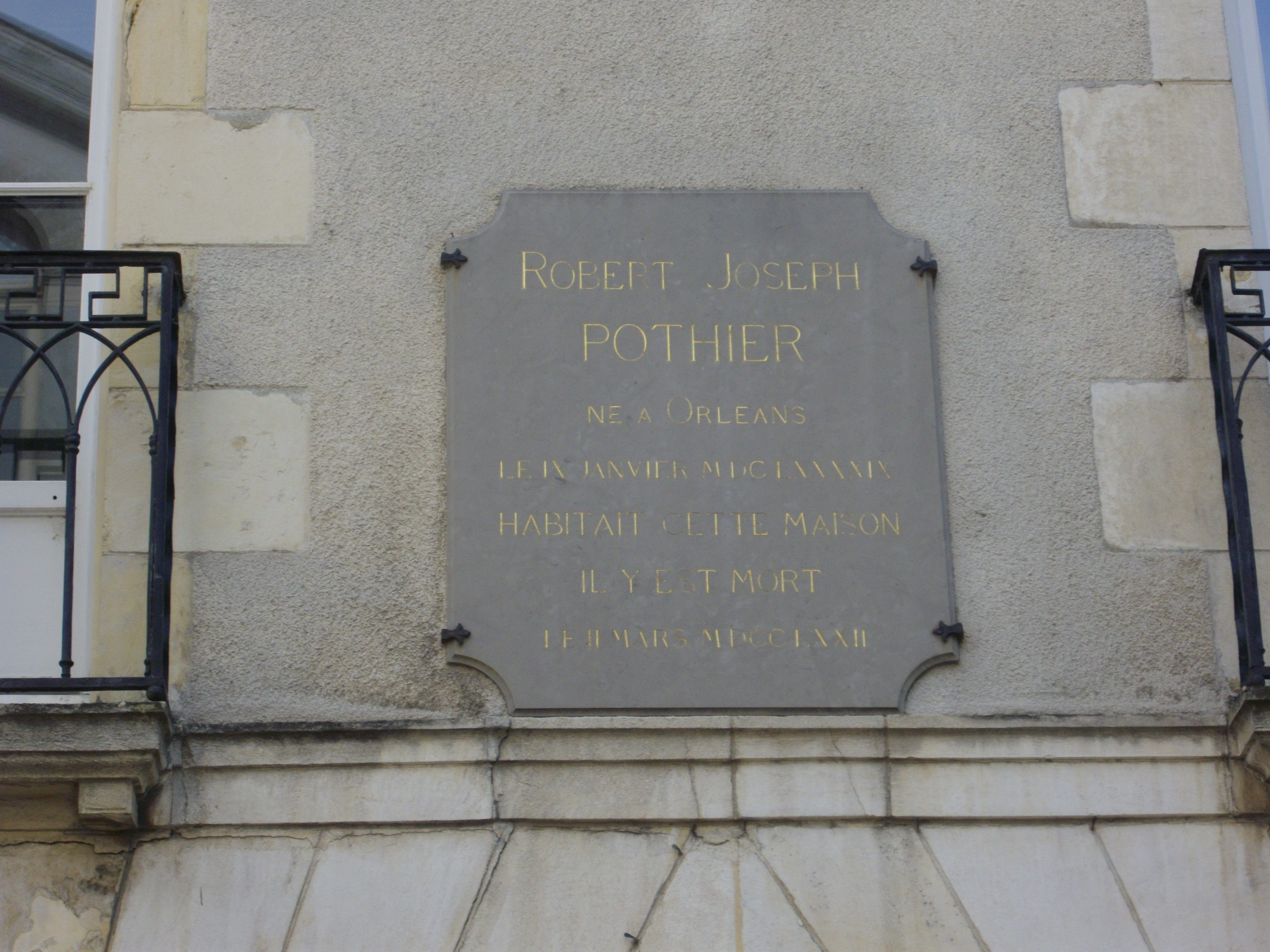
Plaque commémorative, rue Pothier à Orléans.

## Publications
Ont notamment paru de son vivant

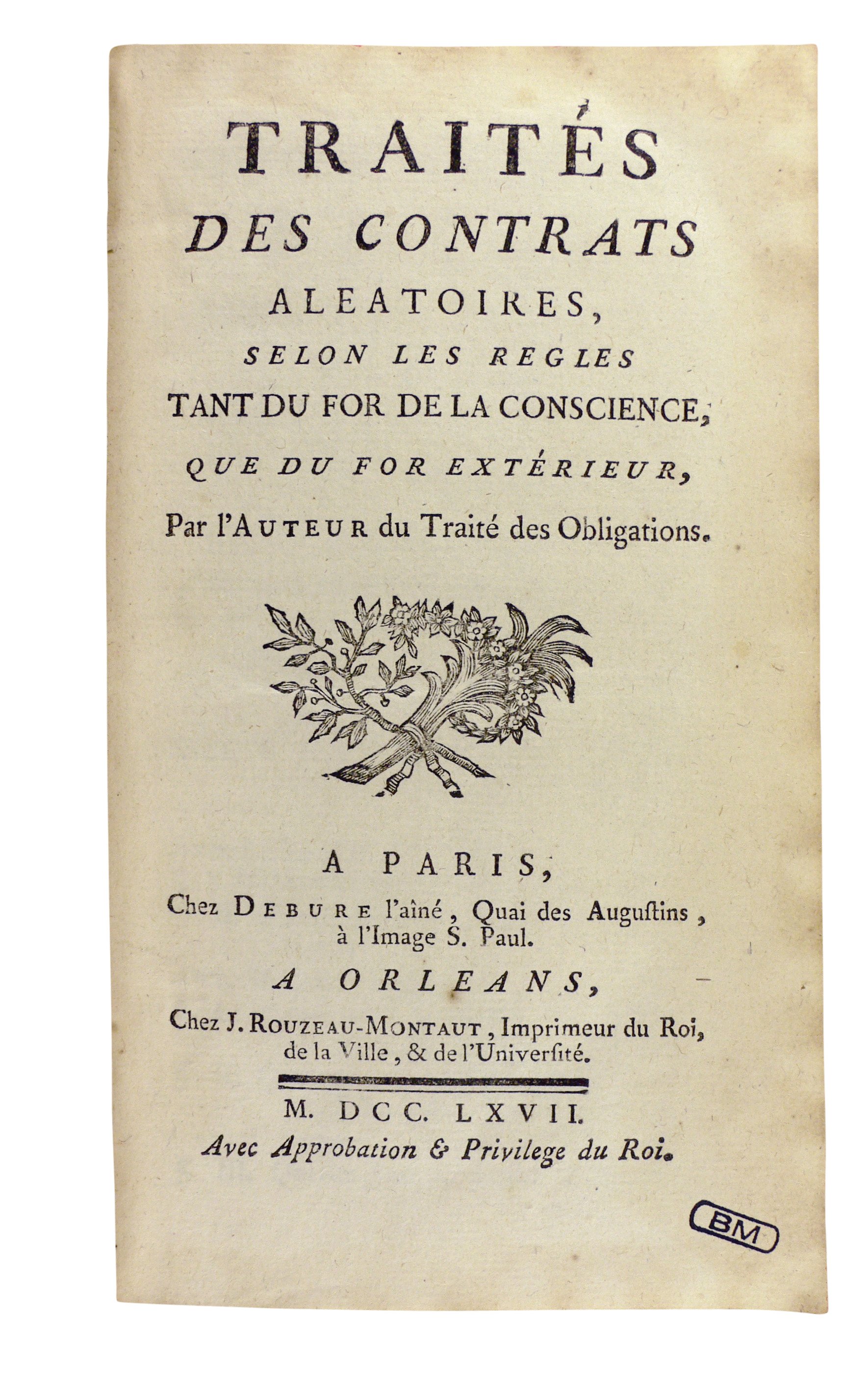
Traités des contrats aléatoires, 1767.

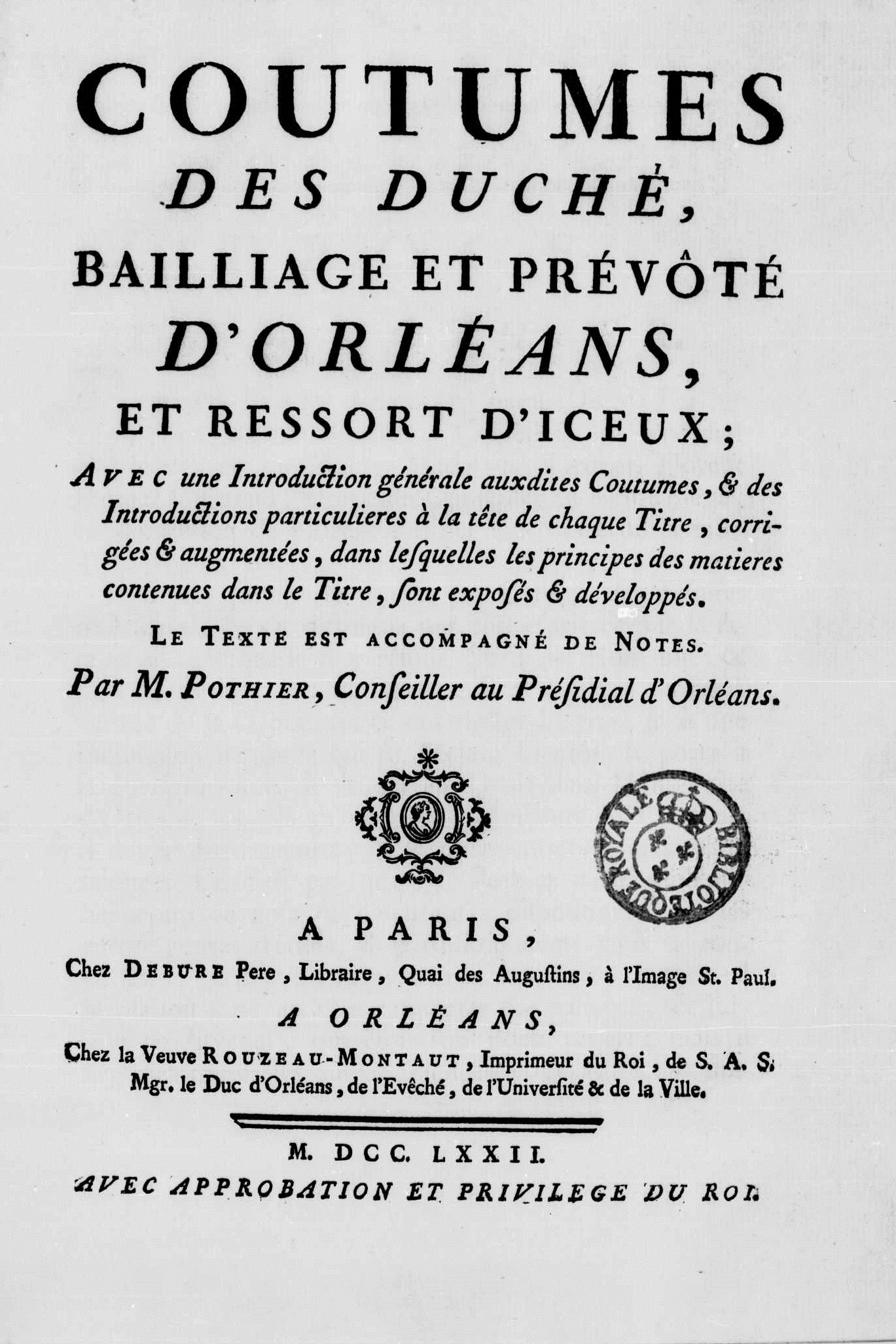
Coutumes des duché, bailliage et prévôté d'Orléans, et ressort d'iceux, 1772

- Coutume d'Orléans (Orléans, 1740, puis 1760).
- Coutumes des duché, bailliage et prévôté d'Orléans, et ressort d'iceux, Paris, Jean Debure, 1772 (lire en ligne).
- Pandectæ Justinianeæ in novum ordinem digestæ (Pandectes de Justinien), Paris, 1748-52, 3 volumes.
- Traité des obligations, Orléans, 1761, puis 1764 et 1768.
- Traité du contrat de vente, selon les règles tant du for de la conscience que du for extérieur, Paris et Orléans, 1762
- Traité des Retraits, pour servir d'Appendice au Traité du Contrat de Vente, 1762.
- Traité du contrat de louage et Traité des cheptels selon les règles, tant du for de la conscience que du for extérieur, Paris : Debure l’aîné, 1764, 1766 et 1778, in-12, XVI-488 p. ; Paris : chez les Frères Debure, et Orléans : chez la Ve Rouzeau-Montaut, 1765, in-12, IV-116 p. Texte en ligne, et 1769, 2 vol. in-12, et 1774, in-12, IV-116 p. (pour le seul Traité des Cheptels) ; Paris : Letellier, 1806, in-8°, XVI-427 p. ; édition mise en rapport avec les lois nouvelles et augmentée d’additions tirées du Code civil, Paris : Tardieu-Denesle, 1820, XII-448 p. ; nouvelle éd. en 1845-1848[3]
- Traités du contrat de constitution de rente, du contrat de change, des billets de change et d'autres billets de commerce, 1763-1768.
- Traité du contrat de société, 1764.
- Traités des contrats de de bail à rente et de louage maritime, 1765.
- Traités des contrats de bienfaisance et des contrats aléatoires, 1767.
- Traité du Contrat de Mariage, Paris : chez de Bure, et Orléans : chez la Veuve Rouzeau-Montaut, 1768.
- Traité de la communauté 1770.
- Traité du douaire et traité de la puissance du mari sur la personne et les biens de la femme, 1770.
- Traités du droit d'habitation, des donations entre mari et femme et du don mutuel, 1770/1771.
- Traités du domaine de propriété, de la possession et de la prescription, 1772.

Ont été publiés à titre posthume dans les années qui ont immédiatement suivi sa mort
- Traité des fiefs, censives, relevoisons et champarts, 1776.
- Traités de la garde noble et bourgeoise, du préciput légal des nobles, de l'hypothèque et des substitutions, 1777.
- Traités des successions, des propres et des donations testamentaires, 1777.
- Traités des donations entre vifs, des personnes et des choses, 1778.
- Traités de la procédure civile et de la procédure criminelle, 1778.
- Robert-Joseph Pothier, Traité des personnes et des choses, Paris, 1825 (1re éd. 1777) (BNF 31140149, lire en ligne sur Gallica).
- Robert-Joseph Pothier, Œuvres de Pothier : Annotées et mises en corrélation avec le Code civil et la législation actuelle, vol. 9, Paris, Plon, 1861 et 1862, 2e éd. (OCLC 869743733, BNF 31140155)..
- Traités sur différentes matières du droit civil, Orléans, 1781.

Les œuvres de Pothier, y compris ses œuvres posthumes, toutes parues d'abord au format in-12, ont été publiées au format in-quarto pour la première fois  de 1773 à 1777'  (sept volumes, Paris, Jean Debure père, et Orléans, Veuve Rouzeau-Montaut).

## Liens